# Sospensione idropneumatica
La sospensione idropneumatica è un sistema di sospensione per autoveicoli inventato dal tecnico della Citroën Paul Magès e montato sulle autovetture di gamma medio-alta della casa francese, oltre ad essere utilizzato su licenza da altre case automobilistiche come Rolls-Royce sul modello Silver Shadow, Maserati sul modello Quattroporte II e Peugeot. È stato utilizzato anche sui camion Berliet ed è stato recentemente utilizzato sulle auto della Mercedes-Benz.  Questo sistema è utilizzato anche su alcuni veicoli militari come il Challenger 2. La sospensione è stata denominata oléopneumatique nella letteratura precoce, indicando l'olio e l'aria come suoi componenti principali.

## Principio di funzionamento

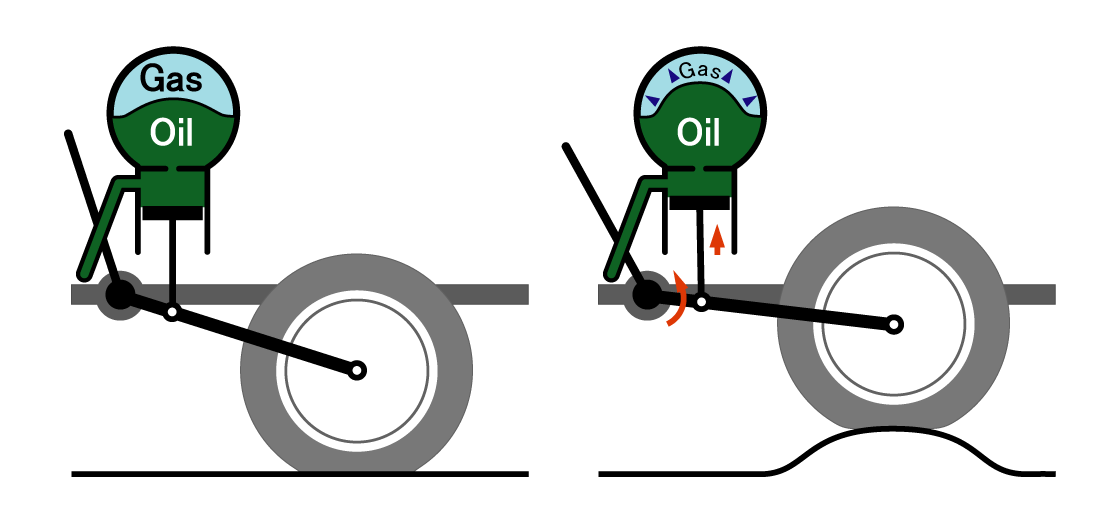
Schema di una sospensione idropneumatica

Lo scopo di questo sistema è quello di fornire una sospensione sensibile, dinamica e ad alta capacità che offra una qualità di guida superiore su una varietà di superfici.
La sospensione idropneumatica unisce i vantaggi di due principi tecnologici:
- I sistemi idraulici trasmettono in modo semplice le forze, indipendentemente dalle distanze, senza la necessità di ingranaggi meccanici o leve.

- I sistemi pneumatici si basano sul fatto che il gas è comprimibile, quindi i componenti sono meno soggetti a urti e danni. Il gas assorbe le variazioni di volume dovute alla compressione-estensione della sospensione, mentre il fluido idraulico trasferisce direttamente la forza.

Il sistema di sospensione è dotato sia di funzione autolivellante che di regolazione manuale dell'altezza da terra, per fornire spazio supplementare in terreni accidentati.
I principi illustrati grazie alla corretta applicazione della sospensione idropneumatica sono ora utilizzati in una vasta gamma di applicazioni, come pontoni aeromobili oltre che nelle sospensioni di automobili.

## Applicazione su autovetture Citroën
La prima automobile al mondo a montare sospensioni idropneumatiche in maniera integrale è stata la Citroën DS nel 1955.
Tutti i successivi modelli Citroën di gamma media e alta, fino all'ultima generazione della Citroën C5, sono stati dotati di questo tipo di sospensioni e delle successive evoluzioni. I modelli Citroën interessati sono:
- DS e ID
- SM
- GS e GSA
- CX
- BX
- XM
- Xantia
- C5
- C6

## Sospensione idropneumatica Citroën
Componenti fondamentali di questo tipo di sospensione sono quattro sfere di acciaio, una per ruota, con all'interno una membrana impermeabile riempita di azoto a una determinata pressione.

Ogni ruota, attraverso il cinematismo della sospensione, è collegata a un cilindro idraulico che, sfruttando la pressione dell'olio, permette di mantenere sollevata la vettura all'altezza di marcia.

La sfera collegata al cilindro idraulico di ogni ruota permette di assorbire le variazioni di volume d'olio nel cilindro dovute alla compressione-estensione della sospensione. Caricando molto la vettura o anche in caso di fondo stradale sconnesso, l'olio va a comprimere l'azoto (confinato nella membrana impermeabile all'interno della sfera).

L'azione ammortizzante è svolta da fori calibrati e valvole unidirezionali attraverso i quali deve passare l'olio che entra o esce dalla sfera.
Poiché la tenuta di componenti idraulici complessi non può essere perfetta, è presente una pompa idraulica a pistoni che mantiene la pressione idraulica all'interno del sistema al valore di progetto, recuperando così le perdite dovute al fluido che, attraverso le tubazioni di recupero, ritorna al serbatoio. Il mantenimento della pressione all'interno di un intervallo programmato viene effettuato grazie a un componente detto congiuntore che incorpora anche una sfera che ha la funzione di accumulatore principale.
Due correttori d'altezza, uno davanti e uno dietro, collegati al cinematismo delle sospensioni, regolano automaticamente l'olio presente dentro il circuito idraulico dei cilindri della sospensione mantenendo costante l'altezza da terra della vettura.

Tali dispositivi possono anche essere regolati manualmente, tramite un selettore all'interno della vettura, permettendo così di impostare l'altezza da terra della vettura a seconda di specifiche esigenze come per esempio l'attraversamento a bassa velocità di superfici molto sconnesse oppure per specifici interventi di manutenzione.

### Sistema SC-MAC
Questo sistema, introdotto con la Citroën Xantia e poi applicato su XM e altri modelli successivi, è costituito da due valvole automatiche denominate "antisink" o "antiabbassamento" che mantengono la vettura in altezza di marcia anche per diversi giorni dopo aver arrestato il motore.
I modelli con questo sistema adottano anche un nuovo tipo di pompa idraulica denominata "6+2", con la quale è stato separato il circuito di alta pressione dell'idroguida da quello delle sospensioni e dei freni, pur condividendo ancora lo stesso fluido idraulico che viene prelevato dallo stesso serbatoio.

## Sospensione Hydractive Citroën
La sospensione Hydractive (Idrattiva in Italia) introdotta per la prima volta al mondo con la Citroën XM è un'evoluzione del sistema di sospensioni idropneumatiche utilizzato fino a quel momento sulle Citroën di gamma media e alta.
Questo sistema introduce un più alto livello di performance attraverso l'ausilio di un calcolatore elettronico che ne governa il funzionamento, regolando in modo automatico l'elasticità e il livello di smorzamento delle sospensioni, adattandole alle condizioni di guida e di assetto della vettura.
Le sospensioni Hydractive Citroën permettono quindi di godere di un assetto confortevole durante la guida normale, garantendo un adeguato livello di sicurezza anche durante una guida sportiva o nel caso di manovre improvvise che richiedono un assetto rigido.
Il calcolatore che sovrintende al funzionamento del sistema fa uso di sensori posizionati in diversi punti chiave dell'autovettura come l'acceleratore, il tachimetro, i freni, le sospensioni e lo sterzo. Questi sensori inviano alla centralina informazioni sulle condizioni di guida e di assetto della vettura, permettendo al sistema di prevedere in anticipo una condizione di guida che richiede parametri di elasticità e smorzamento più stringenti e, quindi, di intervenire in modo tempestivo.
Il tempo in cui la sospensione modifica automaticamente i propri parametri di elasticità e smorzamento è di 5 centesimi di secondo, il che permette di ottenere un corretto ed equilibrato assetto di guida senza che l'intervento venga percepito dal guidatore. Grazie a questa caratteristica la XM ha segnato un punto di riferimento nello sviluppo e nell'evoluzione del concetto di sospensioni.
La variazione del comportamento della sospensione avviene aprendo o chiudendo una valvola che inserisce sui circuiti idraulici delle sospensioni una sfera idropneumatica supplementare rispetto a quelle presenti per ogni ruota, variando quindi la quantità di gas comprimibile e di conseguenza l'elasticità del sistema.

La commutazione della valvola del blocco idrattivo avviene sfruttando la pressione stessa dell'olio che va ad azionare un cilindretto che apre e chiude i passaggi dell'olio a seconda della sua posizione, controllata attraverso un'elettrovalvola azionata da un solenoide.

### Hydractive II
È una versione aggiornata della sospensione Hydractive, introdotta da Citroën con la Xantia e sulle XM prodotte a partire dal febbraio 1993 per migliorare il livello di affidabilità e la funzionalità complessiva del sistema.
I cambiamenti principali riguardano i blocchi idrattivi che adesso incorporano le elettrovalvole, inoltre è stata introdotta una nuova centralina elettronica e una nuova logica di funzionamento.
Nella sospensione Hydractive II impostando il selettore sulla plancia nella posizione SPORT la sospensione non viene bloccata in modalità rigida ma vengono soltanto modificate le soglie di intervento, a differenza della prima versione che impostava la sospensione in modalità rigida.